# El Houidjbet
El Houidjbet est une commune de la wilaya de Tébessa en Algérie.